# Teischnitzkees
Teischnitzkees är en glaciär i Österrike. Den ligger i förbundslandet Tyrolen, i den centrala delen av landet. Teischnitzkees ligger 3 200 till 3 000 meter över havet.
Teischnitzkees ligger sydväst om Grossglockner (3 798 meter över havet).
Trakten runt Teischnitzkees består i huvudsak av andra isformationer och alpin tundra.